# Condado de Gonzales
O condado de Gonzales é um dos 254 condados do estado norte-americano do Texas. A sede do condado é Gonzales, e sua maior cidade é Gonzales.
O condado possui uma área de 2 771 km² (dos quais 5 km² estão cobertos por água), uma população de 18 628 habitantes, e uma densidade populacional de 7 hab/km² (segundo o censo nacional de 2000).
O condado foi criado em 1836.